# Comuna de Lipnica
Lipnica (polaco: Gmina Lipnica) é uma gminy (comuna) na Polónia, na voivodia de Pomerânia e no condado de Bytowski. A sede do condado é a cidade de Lipnica.
De acordo com os censos de 2004, a comuna tem 4818 habitantes, com uma densidade 15,6 hab/km².

## Área
Estende-se por uma área de 309,57 km², incluindo:
- área agricola: 36%
- área florestal: 52%

## Demografia
Dados de 30 de Junho 2004:
|                      | Total   | Total | Mulheres | Mulheres | Homens  | Homens |
| -------------------- | ------- | ----- | -------- | -------- | ------- | ------ |
|                      | pessoas | %     | pessoas  | %        | pessoas | %      |
| População            | 4818    | 100   | 2303     | 47,8     | 2515    | 52,2   |
| Densidade (pop./km²) | 15,6    | 100   | 7,4      | 7,4      | 8,1     | 8,1    |

De acordo com dados de 2002, o rendimento médio per capita ascendia a 1481,05 zł.

## Comunas vizinhas
- Brusy, Bytów, Chojnice, Koczała, Konarzyny, Miastko, Przechlewo, Studzienice, Tuchomie